# Impuestos como esclavitud

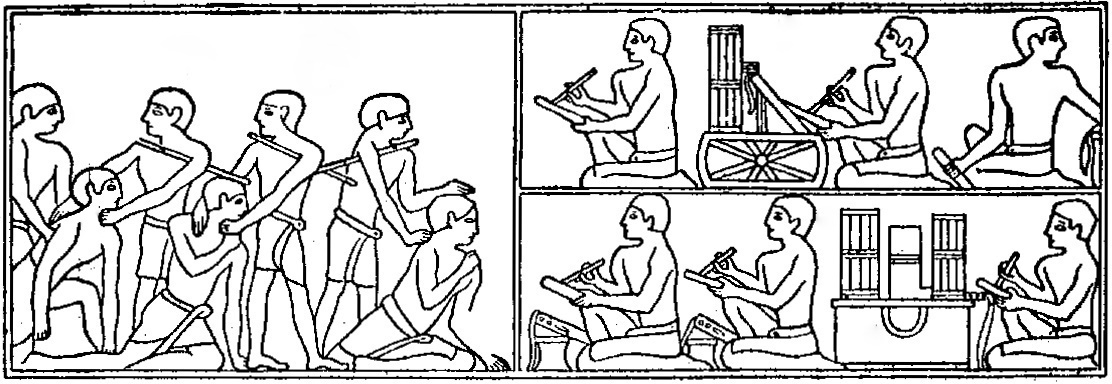
Campesinos egipcios incautados por impago de impuestos durante el Imperio Antiguo de Egipto.

La concepción de los impuestos como esclavitud es la idea de que los impuestos traen como consecuencia una sociedad no-libre en la que los individuos que la componen se ven obligados a trabajar para enriquecer al gobierno y a sus beneficiarios, en lugar de a sí mismos.

## Historia
Históricamente, la forma de impuestos más antigua y generalizada fue la corvea, que se remonta al comienzo de la civilización.
La corvea era trabajo forzado impuesto por el estado a los campesinos demasiado pobres para pagar otras formas de impuestos (trabajo en el antiguo egipcio es sinónimo de impuestos).
En su libro, American Patriots, la periodista Gail Buckley escribió: "A los ojos de los británicos, las colonias estadounidenses existían solo en beneficio de la madre patria, pero los estadounidenses veían cualquier forma de impuestos como esclavitud".
León Tolstói argumentó que los impuestos sobre el trabajo es una de las tres etapas de la esclavitud (las otras dos son la esclavitud de la tierra y la esclavitud personal).

## Defensores
Los anarquistas son algunos de los principales defensores del argumento de que los impuestos son equivalentes a la esclavitud.
La Sociedad Internacional para la Libertad Individual ha hecho esta afirmación, al igual que Bureaucrash, que se refiere a la Seguridad Social como "esclavitud social".
El profesor de la Universidad George Mason, Thomas Rustici, utiliza dos anécdotas hipotéticas para ilustrar este punto:
En el primero, Sam Slime asalta a una persona por £50. En el segundo, Sam Slime vota por un político que grava a una persona para redistribuir £50 al Slime "desfavorecido". Ambos ejemplos implican el uso de la fuerza. Sin embargo, el segundo escenario es posiblemente peor, ya que a través del estado, Slime ahora está facultado para tomar repetidamente el dinero de otros, lo que los pone en una condición de esclavitud.